# Byron Haskin
Byron Conrad Haskin (Portland, 22 aprile 1899 – Montecito, 16 aprile 1984) è stato un regista, direttore della fotografia ed effettista statunitense.

## Biografia
Dopo essersi laureato all'Università di Berkeley, Byron Haskin cominciò a lavorare come disegnatore di fumetti presso un quotidiano. Nel 1920 entrò nell'industria cinematografica come direttore della fotografia per documentari di carattere industriale-promozionale, e successivamente come operatore di ripresa per i cinegiornali. Fu poi ingaggiato dal produttore David O. Selznick come tecnico e aiuto-regista; nell'epoca del cinema muto si occupò dello sviluppo delle tecnologie che, in seguito, portarono all'introduzione del cinema sonoro.
Nei primi anni trenta si trasferì in Inghilterra, dove prese parte alla realizzazione di numerose pellicole. Al suo ritorno negli Stati Uniti divenne capo responsabile della sezione effetti speciali presso la Warner Brothers. Nel 1950 diresse L'isola del tesoro, il primo film non a cartoni animati prodotto dalla Walt Disney Productions. Successivamente cominciò a collaborare con il produttore George Pal, per il quale realizzò il suo film più noto, La guerra dei mondi (1953). Verso la fine degli anni cinquanta cominciò a lavorare anche per la televisione, per la quale realizzò numerose puntate di telefilm della serie The Outer Limits.

## Filmografia

### Direttore della fotografia (parziale)
- Hurricane's Gal, regia di Allen Holubar (1922)
- The World's a Stage, regia di Colin Campbell (1922)
- Broken Chains, regia di Allen Holubar (1922)
- Slander the Woman, regia di Allen Holubar (1923)
- On Thin Ice, regia di Malcolm St. Clair (1925)
- Mille disgrazie e una fortuna (His Majesty, Bunker Bean), regia di Harry Beaumont (1925)
- Bobbed Hair, regia di Alan Crosland (1925)
- Where the Worst Begins, regia di John McDermott (1925)
- The Golden Cocoon, regia di Millard Webb (1925)
- Attraverso il Pacifico (Across the Pacific), regia di Roy Del Ruth (1926)
- Il mostro del mare (The Sea Beast), regia di Millard Webb (1926)
- Notte di Capodanno a New-York (Wolf's Clothing), regia di Roy Del Ruth (1927)
- Gioco di bambole (Glad Rag Doll), regia di Michael Curtiz (1929)
- La preda azzurra (Madonna of Avenue A), regia di Michael Curtiz (1929)

### Responsabile degli effetti speciali
- Clothes Make the Pirate, regia di Maurice Tourneur (1925)
- Sogno di una notte di mezza estate (A Midsummer Night's Dream), regia di Max Reinhardt (1935)
- Alta tensione (Slim), regia di Ray Enright (1937)
- Milionario su misura (The Perfect Specimen), regia di Michael Curtiz (1937)
- Il conte di Essex (The Private Lives of Elizabeth and Essex), regia di Michael Curtiz (1939)
- Lo sparviero del mare (The Sea Hawk), regia di Michael Curtiz (1940)
- Il lupo dei mari (The Sea Wolf), regia di Michael Curtiz (1941)
- Sposa contro assegno (The Bride Came C.O.D.), regia di William Keighley (1941)
- Bombardieri in picchiata (Dive Bomber), regia di Michael Curtiz (1941)
- L'avventura impossibile (Desperate Journey), regia di Raoul Walsh (1942)
- Arsenico e vecchi merletti (Arsenic and Old Lace), regia di Frank Capra (1944)

### Regista
- Matinee Ladies (1927)
- The Siren (1927)
- Convoglio verso l'ignoto (Action in the North Atlantic) (1943, accreditato a Lloyd Bacon)
- La tigre del Kumaon (Man-eater of Kumaon) (1948)
- Le vie della città (I Walk Alone) (1948)
- È tardi per piangere (Too Late for Tears) (1949)
- L'isola del tesoro (Treasure Island) (1950)
- Sentiero di guerra (Warpath) (1951)
- Le rocce d'argento (Silver City) (1951)
- La grande avventura del generale Palmer (Denver and Rio Grande) (1952)
- La guerra dei mondi (The War of the Worlds) (1953)
- Il ciclone dei Caraibi (Long John Silver) (1954)
- Il trono nero (His Majesty O'Keefe) (1954)
- Furia bianca (The Naked Jungle) (1954)
- La conquista dello spazio (Conquest of Space) (1955)
- La storia del generale Houston (The First Texan) (1956)
- Sfida alla città (The Boss) (1956)
- Dalla Terra alla Luna (From the Earth to the Moon) (1958)
- Il ritorno dell'assassino (Jet Over the Atlantic) (1959)
- La ragazza dal bikini rosa (September Storm) (1960)
- Area B2: attacco! (Armored Command) (1961)
- Capitan Sinbad (Captain Sindbad) (1963)
- SOS naufragio nello spazio (Robinson Crusoe on Mars) (1964)
- La forza invisibile (The Power) (1968)